# Savusavu
Savusavu is een stad in Fiji en is de hoofdplaats van de provincie Cakaudrove in de divisie Northern.
Savusavu telde in 2007 bij de volkstelling 7000 inwoners.

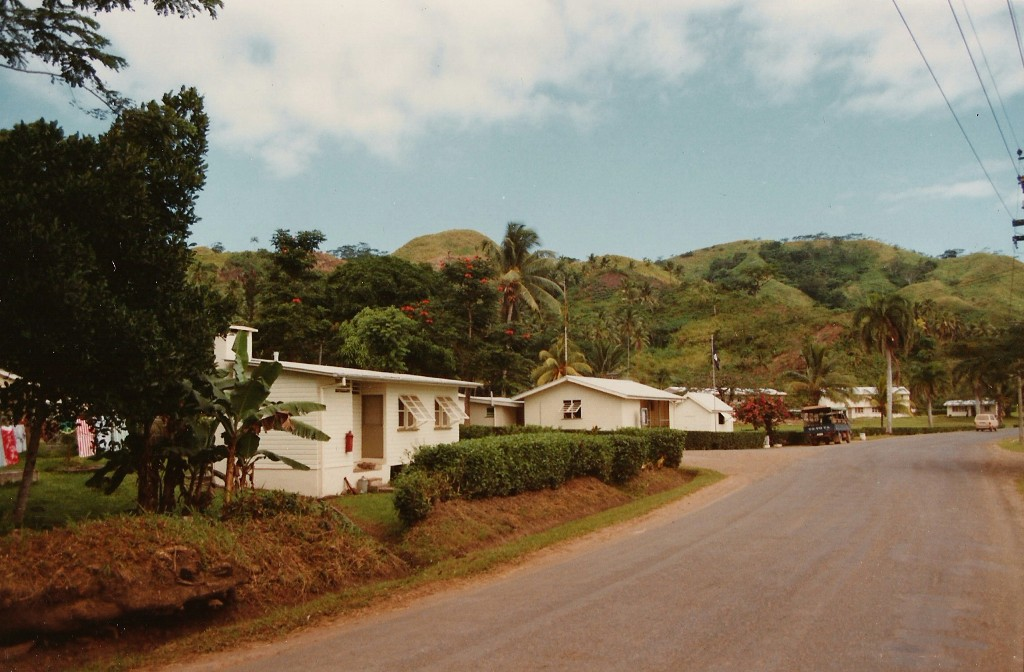
Savusavu